# Comuna Pănășești, Strășeni
Comuna Pănășești este o comună din raionul Strășeni, Republica Moldova. Este formată din satele Pănășești (sat-reședință) și Ciobanca.

## Demografie
Conform datelor recensământului din 2014, comuna are o populație de 3.000 de locuitori. La recensământul din 2004 erau 3.223 de locuitori.

## Administrație și politică
Componența Consiliului local Pănășești (13 consilieri), ales la 5 noiembrie 2023, este următoarea:
|  | Partid                               | Consilieri | Componență | Componență | Componență | Componență | Componență | Componență | Componență | Componență | Componență |
|  | ------------------------------------ | ---------- | ---------- | ---------- | ---------- | ---------- | ---------- | ---------- | ---------- | ---------- | ---------- |
|  | Partidul Acțiune și Solidaritate     | 9          |            |            |            |            |            |            |            |            |            |
|  | Candidat independent ELENA CALMÎȘ    | 1          |            |            |            |            |            |            |            |            |            |
|  | Coaliția pentru Unitate și Bunăstare | 1          |            |            |            |            |            |            |            |            |            |
|  | Partidul Social Democrat European    | 1          |            |            |            |            |            |            |            |            |            |
|  | Partidul Liberal                     | 1          |            |            |            |            |            |            |            |            |            |